# Dopustny Potok
Dopustny Potok – potok, dopływ Niedziczanki. Jego zlewnia znajduje się na południowych stokach Pienin Spiskich we wsi Niedzica, w województwie małopolskim, w powiecie nowotarskim, w gminie Łapsze Niżne.
Potok wypływa w porośniętej lasem dolince po zachodniej stronie Hombarku Niedzickiego. Początkowo spływa w kierunku południowo-zachodnim, następnie opływając szczyt zmienia kierunek na południowo-wschodni i płynie przez pola wsi Niedzica. Na wysokości 515 m uchodzi do Niedziczanki jako jej lewy dopływ. Ma dwa niewielkie dopływy w górnym biegu.